# Phare d'Acajutla
Le phare d'Ajacutla (en espagnol : Faro de Acajutla) est un phare actif situé sur le front de mer de Acajutla dans le Département de Sonsonate au Salvador. Il est géré par l'Autorité portuaire d'Accajutla.

## Description
Ce phare est une tourelle métallique pyramidale à claire-voie, avec une galerie et une balise de 7 m de haut. La tour est peinte en blanc. Son feu isophase émet, à une hauteur focale d'environ 23 m, un long éclat blanc de 6 secondes par période de 12 secondes. Sa portée est de 8 milles nautiques (environ 15 km).
Identifiant : ARLHS : ELS-... - Amirauté : G3380 - NGA : 111-15364 .

## Caractéristique duFeu maritime
Fréquence : 12 secondes (W)
- Lumière : 6 secondes
- Obscurité : 6 secondes

### Lien connexe
- Liste des phares du Salvador